# 오회
장사애왕 오회(長沙哀王 吳回, ? ~ 기원전 187년)는 중국 전한 초의 인물로, 전한의 이성 제후국 장사국의 제3대 왕이다.
장사성왕 8년(기원전 194년), 아버지가 죽자 장사왕을 계승했다. 장사애왕 7년(기원전 187년)에 죽어 아들 장사공왕 오우가 계승했다.

## 가계

### 관련 인물
- 오예